# James Comey
James Brien «Jim» Comey Jr. (Yonkers, Nueva York; 14 de diciembre de 1960) es un abogado estadounidense. Fue el séptimo director del FBI desde septiembre de 2013 hasta mayo de 2017.

## Biografía
Ejerció como fiscal federal para el Distrito Sur de Nueva York desde enero de 2002 a diciembre de 2003, y posteriormente, como fiscal general adjunto de los Estados Unidos, de diciembre de 2003 a agosto de 2005. En este último cargo, fue el segundo funcionario de más alto rango en el Departamento de Justicia de los Estados Unidos (DOJ) y dirigía las operaciones cotidianas.
En diciembre de 2003, como fiscal general adjunto de los Estados Unidos, nombró en el cargo de fiscal general de Illinois, a su amigo cercano y colega anterior Patrick Fitzgerald, para ser el consejero especial y encabezar la investigación federal de la CIA Leak Grand Jury Investigation también conocida como la "Plame affair", después de que el fiscal general John Ashcroft recusó.
En agosto de 2005, Comey dejó el DOJ y se convirtió en el consejero general senior del vicepresidente Lockheed Martin, con sede en Bethesda, Maryland. En 2010, se convirtió en el Consejo General en Bridgewater Associates, con sede en Westport, Connecticut. A principios de 2013, dejó Bridgewater para convertirse en estudiante de Investigación Senior y un socio de Hertog en Ley de Seguridad Nacional en la Escuela de leyes de Columbia en la ciudad de Nueva York. Sirvió en el Consejo de administración de HSBC Holdings hasta julio de 2013.
En septiembre de 2013, Comey fue nombrado director del FBI por el presidente Barack Obama. En esa capacidad, fue responsable para supervisar la investigación del FBI del escándalo de los correos electrónicos de Hillary Clinton. Su función en la elección presidencial de EE.UU en 2016, particularmente respecto a sus comunicaciones públicas, era altamente polémico, y ha sido citado como factor decisivo en la pérdida electoral de Clinton a Donald Trump.
El 9 de mayo de 2017, la Casa Blanca anunció su despido como director del FBI.
El 8 de junio de 2017, fue citado a declarar ante la Comisión de Inteligencia del Senado estadounidense para esclarecer una posible obstrucción a la justicia por parte de Donald Trump.
En sus memorias publicadas en 2018, describió a Donald Trump como un "mentiroso compulsivo" al comportamiento "mafioso". Trump describió a Comey como un "probado soplón y mentiroso. Virtualmente todo el mundo en Washington pensaba que debía ser despedido por el trabajo horrible que hizo hasta que, de hecho, fue despedido".
En mayo de 2025 ha sido interrogado por el Servicio Secreto de EE. UU. después de haber compartido — y posteriormente eliminado — una publicación en redes sociales que los republicanos alegaron constituía una amenaza contra el presidente.